# ميناء مدينة جازان للصناعات الأساسية والتحويلية
ميناء مدينة جازان للصناعات الأساسية والتحويلية هو ميناء اقتصادي يتبع مدينة جازان للصناعات الأساسية والتحويلية. دشن الميناء في 7 سبتمبر 2022.